# 公元前11世纪国家领导人列表
本列表列出公元前11世紀（公元前1100年–公元前1001年）各國家的國家元首。

## 非洲
- 埃及新王國時期
  - 埃及第二十王朝
    - 法老 – 
      1. 拉美西斯十一世（公元前1107年–公元前1077年）
- 埃及第三中間時期
  - 埃及第二十一王朝
    - 法老 – 
      1. 斯门代斯（公元前1077年–公元前1051年）
      2. 阿蒙涅姆尼苏（公元前1051年–公元前1047年）
      3. 普苏森尼斯一世（公元前1047年–公元前1001年）
      4. 阿蒙涅莫普（英语：Amenemope (pharaoh)）（公元前1001年–公元前992年）

- 庫施帝國
  - 君王 – 
    1. 根達克·麥克達 （Kandake Makeda，公元前約1005年–公元前950年）

## 亞洲

### 東亞
中国
- 商朝
  - 王[1] – 
    1. 帝乙羡（公元前約1101年–公元前1076年）
    2. 帝辛受（纣王，公元前約1075年–公元前1046年）

- 西周
  - 西伯[2] – 
    1. 西伯昌（文王）（公元前約1099年–公元前1050年）

  - 天子 – 
    1. 周武王发（公元前約1046年–公元前1043年）
    2. 周公旦（摄政，公元前約1042年）
    3. 周成王诵（公元前約1042年–公元前1021年）
    4. 周康王钊（公元前約1020年–公元前996年）

  - 诸侯 – 
    - 齐国：太公望、齊丁公
    - 宋国：微子、微仲、宋公稽
    - 楚国：鬻熊、熊丽、熊狂、熊绎
    - 吴国：季简、叔达、周章、熊遂、柯相、彊鸠夷
    - 鲁国：伯禽
    - 衛国：衛康叔、衛康伯
    - 晋国：唐叔虞、晋侯燮
    - 燕国：召公奭、燕侯克
    - 曹国：曹叔振鐸、曹太伯
    - 滕国：錯叔繡
    - 蔡国：蔡叔度、蔡仲
    - 陈国：胡公满
    - 杞国：杞东楼公
    - 邾国：邾侠、邾子非
    - 許国：許文叔、許德男
    - 南燕国：伯鯈
    - 徐国：徐驹王
    - 古蜀：魚鳧

  - 畿内诸侯 – 
    - 周邑：周公旦、周平公
    - 虢国：虢叔、郭叔
    - 其他：郕叔武、毛叔鄭、召伯父辛、榮伯、尹佚、蘇忿生、单公、单伯臻

  - 其他诸侯 – 
    - 武庚、管叔鲜、霍叔处、冉季载、賈伯公明、莒子兹舆期

### 西亞
- 以色列王國 (前期)
  - 君王 –
    1. 掃羅王（公元前1050年–公元前1012年）
    2. 伊施波設（公元前1012年–公元前1010年）
    3. 大衛王（公元前1010年–公元前962年）

- 亞述帝國
  - 中亞述時期君王 –
    1. 提格拉特帕拉沙尔一世（公元前約1115年–公元前1076年）
    2. 阿沙里德-阿帕尔-伊库尔（公元前約1076年–公元前1074年）
    3. 亚述贝尔卡拉（公元前約1074年–公元前1056年）
    4. 伊里巴阿达德二世（英语：Eriba-Adad II）（公元前約1056年–公元前1054年）
    5. 沙姆希阿达德四世（公元前約1054年–公元前1050年）
    6. 亚述那西尔帕一世（公元前約1050年–公元前1031年）
    7. 萨尔玛那萨尔二世（公元前約1031年–公元前1019年）
    8. 亚述尼拉里四世（公元前約1019年–公元前1013年）
    9. 亚述拉比二世（公元前約1013年–公元前972年）

- 巴比伦第四王朝（伊辛第二王朝）
  - 君王 – 
    1. 恩利尔·那丁·阿普利（公元前約1103年–公元前1100年）
    2. 马尔杜克·那丁·阿海（公元前約1100年–公元前1082年）
    3. 马尔杜克·沙皮克·泽瑞（公元前約1082年–公元前1069年）
    4. 阿达德·阿普拉·伊地那（公元前約1069年–公元前1046年）
    5. 马尔杜克·阿海·埃瑞巴（公元前約1046年）
    6. 马尔杜克·泽尔·X（公元前約1046年–公元前1033年）
    7. 那布·舒穆·里布尔（公元前約1033年–公元前1025年）

- 巴比倫第五王朝
  - 君王 – 
    1. 西姆巴尔·什帕克（公元前約1025年–公元前1008年）
    2. 埃阿·穆金·泽瑞（公元前約1008年）
    3. 卡什舒·那丁·阿海（公元前約1008年–公元前1004年）

- 巴比倫第六王朝
  - 君王 –埃乌尔玛什·沙金·舒米（公元前約1004年–公元前987年）

- 埃蘭
  - 君王（英语：List of rulers of Elam） – 
    1. Humban-Numena II（公元前11世纪早期）
    2. Shutruk-Nahhunte II（公元前11世纪中期）
    3. Shutur-Nahhunte I（公元前11世纪中期）

## 歐洲
- 雅典
  - 雅典國王 –
    1. 美兰萨斯（英语：Eurysthenes）（公元前1126年–前1089年）
    2. 科德鲁斯（公元前1089年–前1068年）

  - 执政官 –
    1. 墨冬（公元前1068年–前1048年）
    2. 阿卡斯图斯（公元前1048年–前1012年）
    3. 亞基布斯（公元前1012年–前993年）